# هندسة التعدين
هندسة المعادن والمناجم هي هندسة مختصة بالمعادن وكيفية تطويعها والتحسين من مواصفاتها للوصول إلى المواصفات الهدف لتلبي احتياجات ومتطلبات عمل أو مشروع ما.
أيضاً هذا النوع من الهندسة يختص بأماكن تواجد المعادن وكيفية التنقيب عنها واستخرجها ومن ثم معالجة المعادن المستخرجة عبر صهرها ومن ثم مزجها بمواد كيميائية.
وتمثل اسس الهندسة التطبيقية ومبادئ الإدارة والاقتصاد جوهر هندسة التعدين، وتتنوع مجالات عمل مهندس التعدين من المحاجر إلى مصانع الاسمنت ومواد البناء إلى مصانع المعالجة الكيميائية.
ويمكن تقسيم طرق استخراج المعادن إلى طريقتين رئيسيتين هما :
- التعدين السطحي
- التعدين الباطني

وتختار الطريقة المثلى تبعاً لمعامل الغطاء [الإنجليزية] وهو كمية الصخور المزاحة للوصول للخام، اعتمادا على التكلفة وحجم العمليات التي ستجرى فيما بعد.